# María Emilia Forcherio
María Emilia Forcherio (Buenos Aires, 16 de febrero de 1995) es una jugadora argentina de hockey sobre césped que se desempeña como defensora. Iniciada en el Lomas Athletic Club formó parte de la Selección nacional que ganó la medalla de plata en los Juegos Olímpicos de Tokio 2020.

## Carrera deportiva
María Emilia nació en la ciudad de Buenos Aires, pero se crio en Lomas de Zamora, en el conurbano bonaerense. Se formó deportivamente desde los 5 años en las inferiores del Lomas Athletic Club. Hacia 2010, con quince años, Forcherio ya jugaba en el equipo A de Lomas que actuaba en Intermedia. Hacia 2013, con 17 años, ya jugaba en Lomas A, el primer equipo del club. En 2014 ingresó a la Universidad Nacional de Lomas de Zamora para ser contadora pública.
En 2019 Forcherio fue una de las pilares del equipo que obtuvo el título en el Torneo Metropolitano, luego de que trece años sin que el Lomas Athletic pudiera ganarlo.
En febrero de 2020 fue convocada para integrar la selección mayor que finalizó segunda en la Hockey Pro League.
En 2021 formó parte de la selección nacional que ganó la medalla de plata en los Juegos Olímpicos de Tokio 2020.
En 2022 obtuvo el segundo puesto en el Campeonato Mundial.

## Clubes
| Club                | País      | Tipo    |
| ------------------- | --------- | ------- |
| Lomas Athletic Club | Argentina | Amateur |

## Palmarés
- Campeona del Torneo Metropolitano 2019
- Subcampeona en la Hockey Pro League 2020
- Medalla de plata en los Juegos Olímpicos de Tokio 2020
- Campeona en la Hockey Pro League 2021/2022
- Medalla de plata en el Mundial de Terrassa 2022
- Campeona del Torneo Metropolitano 2022